# バージニアマツ
バージニアマツ（バージニア松、学名: Pinus virginiana）とは、マツ科マツ属の常緑高木。

## 特徴
アパラチア山脈を中心にニューヨーク州、テネシー州、アラバマ州といった北米大陸東部に分布する。雌雄同株。樹高は9-18メートルほどまで成長する。
球果は鋭い刺を持つ。

## 分布・生育地
北アメリカ東部原産。

## ギャラリー

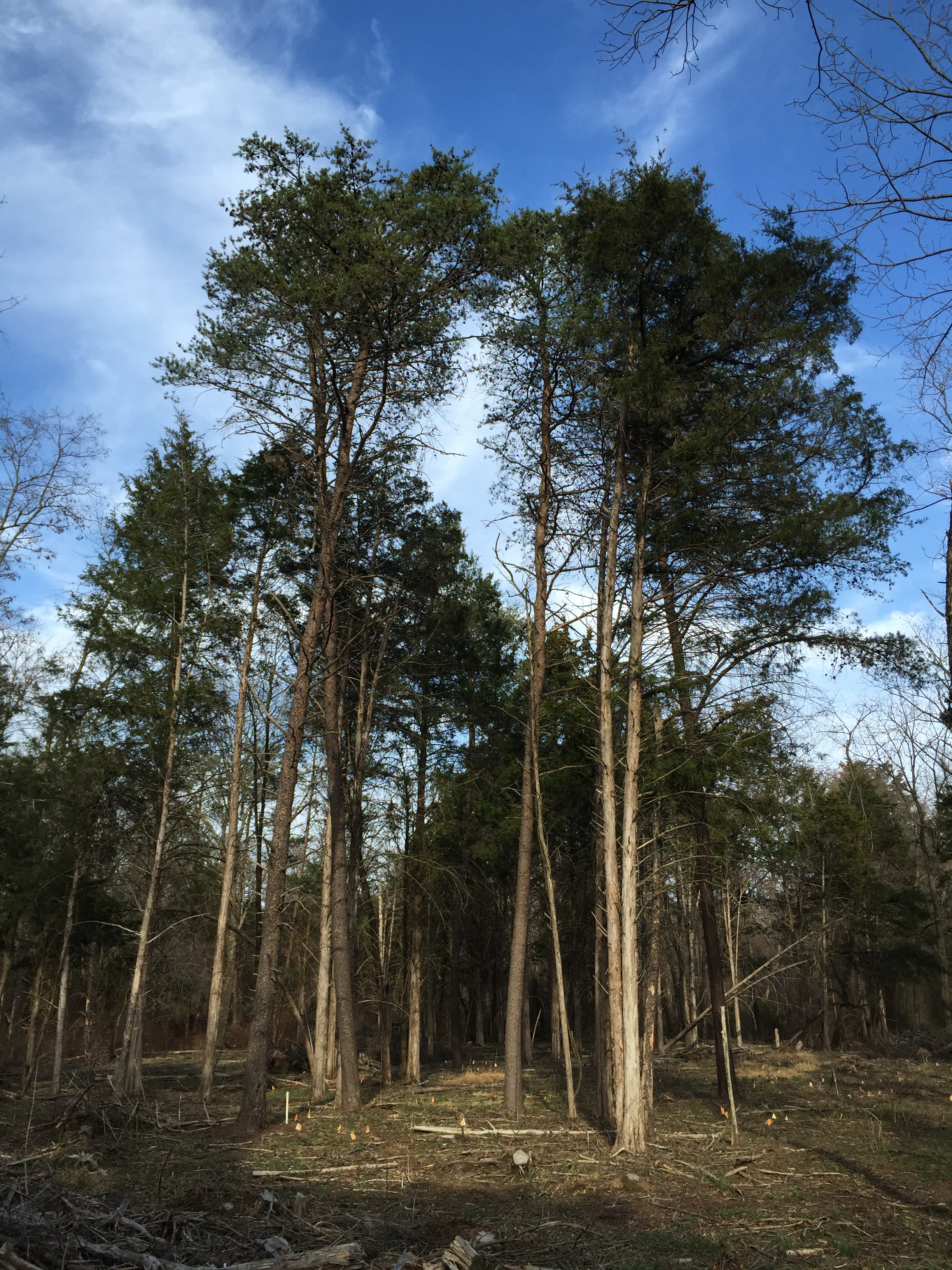
群生するバージニアマツ
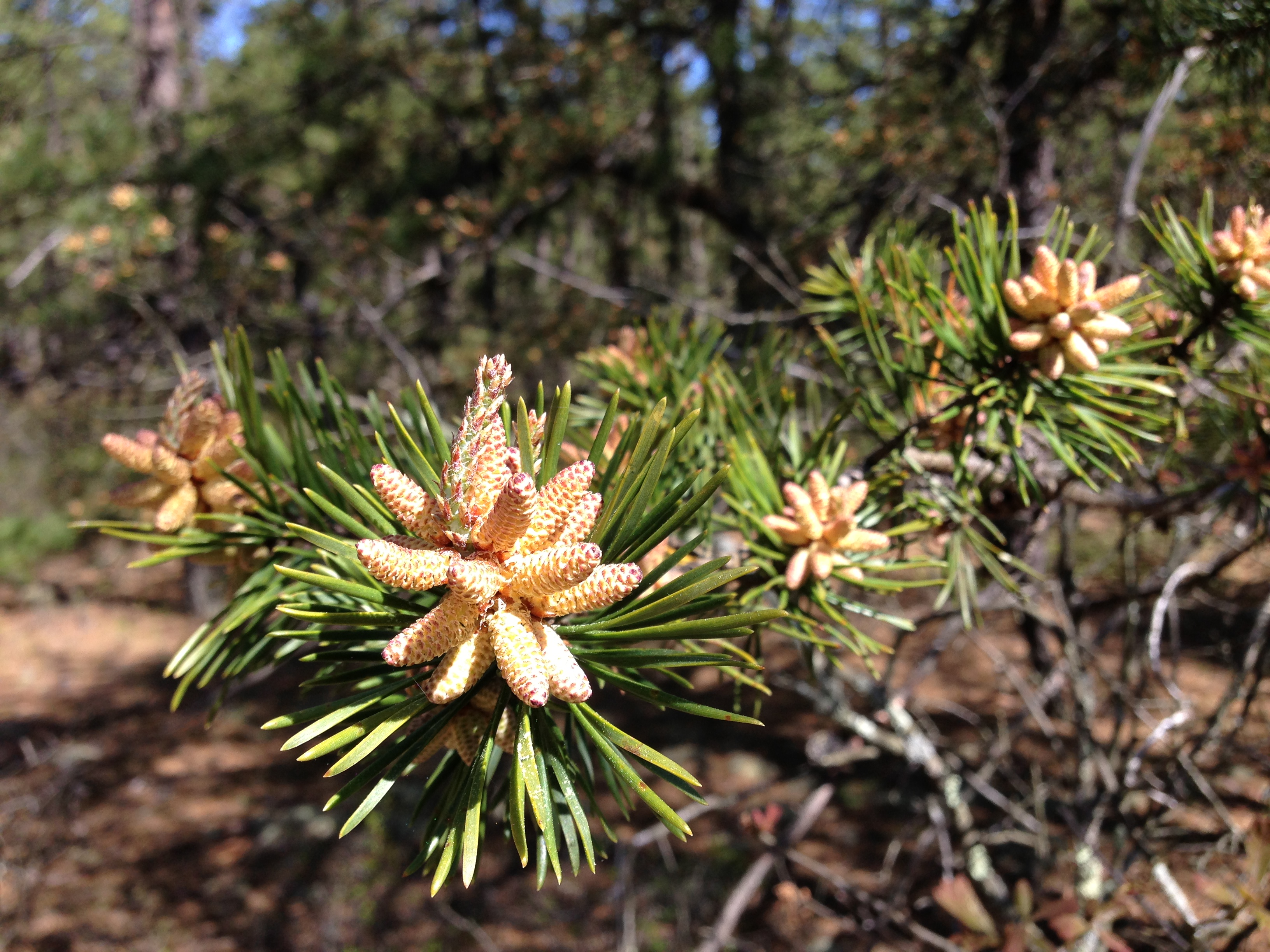
雄花
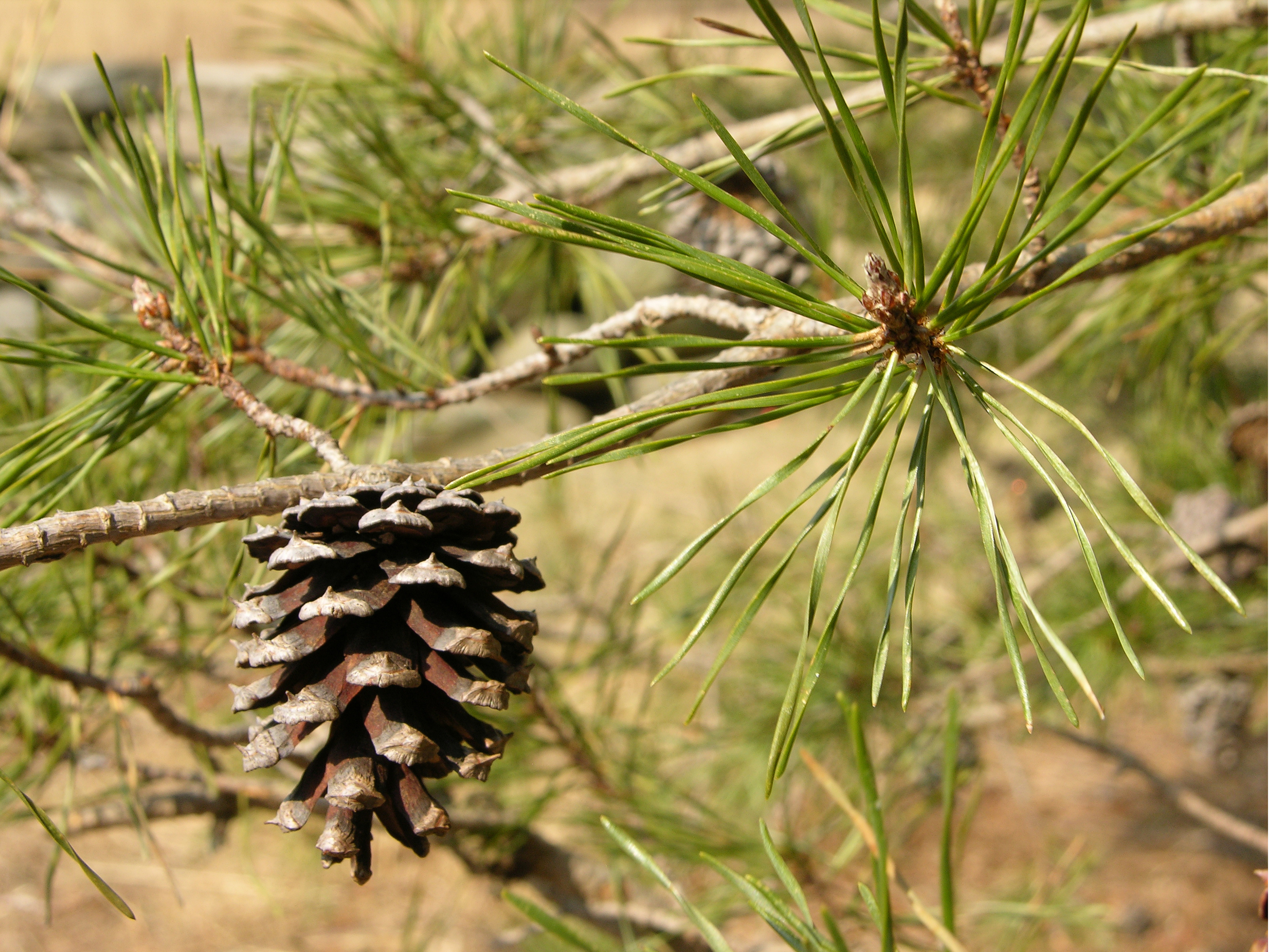
球果